# Cooper's Camp
Cooper's Camp là một thành phố và là một khu vực quy hoạch (notified area) của quận Nadia thuộc bang Tây Bengal, Ấn Độ.

## Nhân khẩu
Theo điều tra dân số năm 2001 của Ấn Độ, Cooper's Camp có dân số 17.755 người. Phái nam chiếm 51% tổng số dân và phái nữ chiếm 49%. Cooper's Camp có tỷ lệ 65% biết đọc biết viết, cao hơn tỷ lệ trung bình toàn quốc là 59,5%: tỷ lệ cho phái nam là 73%, và tỷ lệ cho phái nữ là 58%. Tại Cooper's Camp, 11% dân số nhỏ hơn 6 tuổi.